# Krypta Wieszczów Narodowych na Wawelu

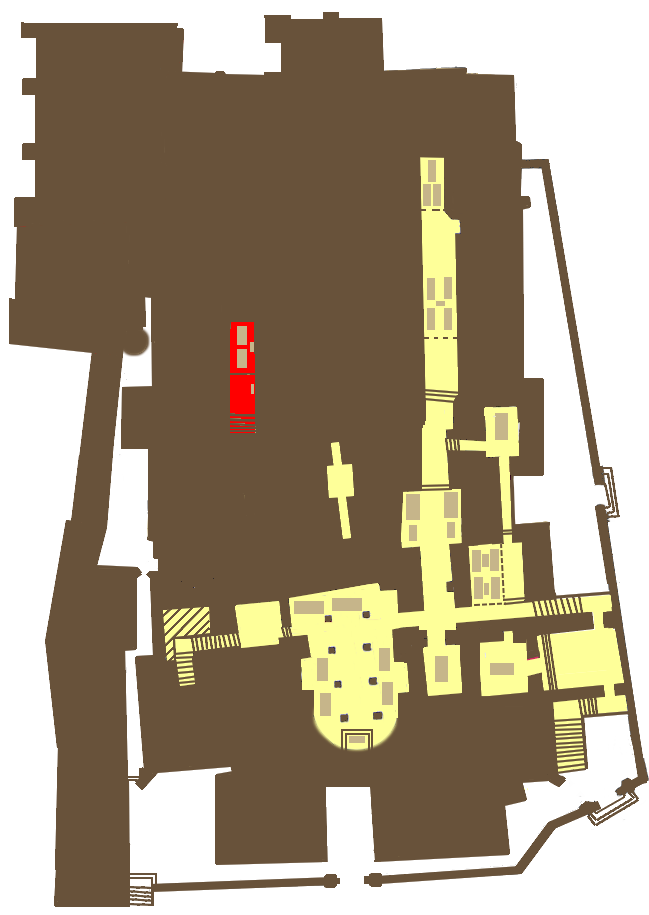
Krypta Wieszczów Narodowych (zaznaczona czerwonym kolorem) na planie podziemi katedry

Krypta Wieszczów Narodowych – krypta w podziemiach archikatedry krakowskiej na Wawelu, miejsce pochówku Adama Mickiewicza i Juliusza Słowackiego, dwóch wybitnych poetów doby romantyzmu, których twórczość stała się ważną częścią polskiej kultury. Obaj zostali uznani za przywódców duchowych narodu w okresie niewoli, godnych spoczywania w nekropolii dawnych władców Polski, katedrze na Wawelu. W krypcie upamiętniono także dwóch innych Polaków, cenionych artystów XIX stulecia – poetę Cypriana Kamila Norwida oraz kompozytora i pianistę Fryderyka Chopina.

## Lokalizacja
Krypta usytuowana jest pod północnym ramieniem ambitu katedry, przed wejściem do kaplicy Lipskich.

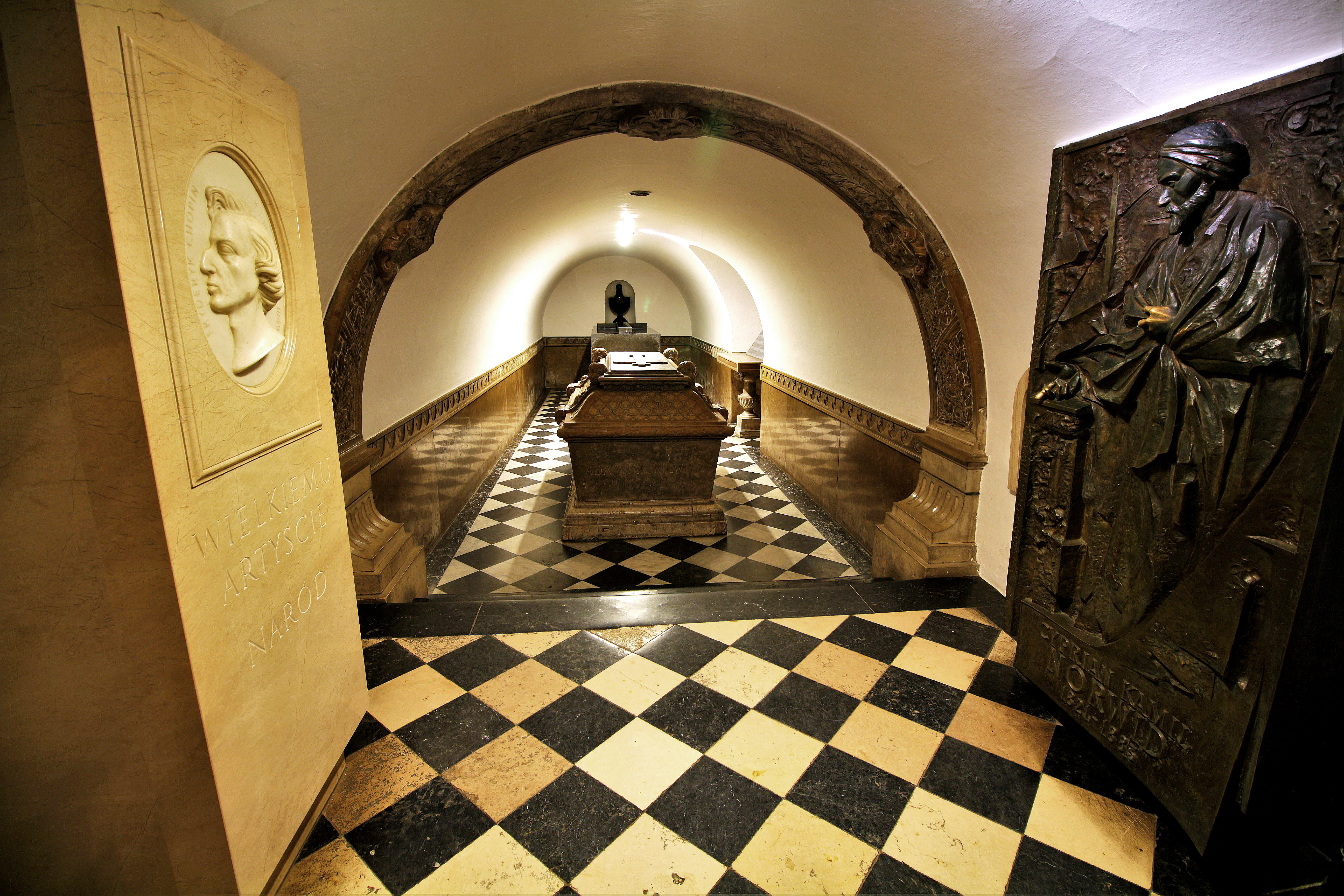
Wnętrze krypty (2016)

## Historia

### Okoliczności powstania i znaczenie
Krypta została urządzona w 1890 roku według projektu Sławomira Odrzywolskiego, w ramach przygotowań do złożenia szczątków Adama Mickiewicza w katedrze na Wawelu. Pomysł pochowania poety w tej świątyni pojawił się tuż po jego śmierci w 1855 roku, zaś powrócono do niego na początku okresu autonomicznego w zaborze austriackim (1869), gdy powołano specjalny komitet. Nie udało się jednak wówczas zrealizować tego zamiaru, starania ponowiono w 1879 roku, a uwieńczone zostały pomyślnie dopiero po upływie jedenastu lat.
Idea grzebania w katedrze na Wawelu najwybitniejszych Polaków, podkreślając w ten sposób ciągłość dziejową narodu, pojawiła się po kongresie wiedeńskim, gdy spoczęli tam książę Józef Poniatowski i Tadeusz Kościuszko. Inspiracją do uhonorowania w ten sam sposób Mickiewicza mógł być przykład Opactwa Westminsterskiego w Londynie, gdzie obok monarchów chowani byli poeci. Polacy, wówczas pozbawieni własnej państwowości, królów i wodzów, pochówkiem w tym miejscu oddali twórcy Dziadów hołd jako duchowemu przywódcy narodu. W swojej poezji Mickiewicz wieścił bowiem odzyskanie niepodległości.
Sprowadzenie szczątków Mickiewicza, a później Juliusza Słowackiego, uczyniło z katedry Panteon narodowy, przeznaczony nie tylko dla monarchów i bohaterów walk o niepodległość, ale i „królów ducha” – najwybitniejszych poetów doby romantyzmu, zmarłych na emigracji, których twórczość przyczyniła się do zachowania polskiej tożsamości narodowej w okresie zaborów. Ich pogrzeby stały się zarazem wielkimi manifestacjami patriotycznymi.
Odrzywolski otrzymał zadanie urządzenia miejsca pochówku dla Mickiewicza w styczniu 1890 roku i na ten cel dokonał adaptacji jednej z istniejących już krypt świątyni, części podziemi pod północnym ramieniem ambitu. Oddzielona od innych, nakryta została sklepieniem kolebkowym, na łuku którego wyrzeźbiono tarcze z herbami Polski, Litwy i Rusi. Na wschodniej ścianie krypty wmurowano mensę ołtarzową, zaś powyżej niej, ufundowaną przez Konstantego Przeździeckiego, mozaikę przedstawiającą wizerunek Matki Bożej Ostrobramskiej (wykonaną w pracowni Antoniego Salviatiego w Wenecji, w końcu XIX stulecia). Wszelkie prace zrealizował warsztat kamieniarski braci Trembeckich, zaś materiały, które wykorzystano miały mieć rodzime pochodzenie. Konieczność przygotowania osobnego miejsca pochówku dla Mickiewicza wynikała z tego, że kapituła katedralna, wyrażając w czerwcu 1884 roku zgodę na jego pochówek, zastrzegła, że nie spocznie on w kryptach królewskich, które traktowano jako zamknięte raz na zawsze.

### Pochówki Mickiewicza i Słowackiego
20 czerwca 1890 roku specjalna delegacja wyruszyła po szczątki Adama Mickiewicza, złożone na cmentarzu w Montmorency. Uroczysty pogrzeb poety w katedrze krakowskiej odbył się 4 lipca tego samego roku. Po zakończeniu ceremonii trumnę zniesiono do przygotowanej krypty, gdzie umieszczono ją w sarkofagu, zaprojektowanym przez Odrzywolskiego, wykonanym z częstochowskiego marmuru, a ozdobionym medalionem z podobizną wieszcza, wykonanym przez Stanisława Romana Lewandowskiego. Na wieku natomiast wyrzeźbiono główki aniołów według modelu Michała Korpala. Lampę nad nim zawieszoną zwieńczono umbrą w kształcie orła.
W 1927 roku, po wielu zabiegach i perypetiach, udało się doprowadzić do sprowadzenia z paryskiego Montmartre do Krakowa prochów Juliusza Słowackiego. Po uzyskaniu zgody Adama Sapiehy, metropolity krakowskiego, na pochówek w katedrze i dokonaniu wizji lokalnej, na miejsce spoczynku poety wybrano pustą kryptę, sąsiadującą z tą, w której złożono Mickiewicza. Wyburzono między nimi ścianę działową, tworząc w ten sposób jedno pomieszczenie. Pracami kierował Adolf Szyszko-Bohusz, a w ich trakcie wzdłuż ścian poszerzonej krypty poprowadzono (na wysokości około metra) kamienny fryz z jasnego marmuru kieleckiego, zaś posadzkę wyłożono kwadratowymi płytami z czarnego marmuru belgijskiego i białego karraryjskiego. Oprócz tego przeniesiono ołtarz i mozaikę na ścianę południową krypty, gdzie wykuto dla nich niszę.
Uroczysty pogrzeb odbył się 28 czerwca tego roku. Trumnę ze szczątkami poety złożono w modernistycznym sarkofagu, wykonanym z czarnego marmuru krzesławickiego, projektu Szyszko-Bohusza, ustawionym na dwóch stopniach, na wierzchu którego wykuto prosty krzyż, zaś krótsze boki ozdobiono wieńcami kutymi w blasze srebrnej, wykonanymi przez grawera Henryka Waldyna. Nad nim, w niszy w ścianie na końcu krypty, ustawiono urnę z ziemią z grobu Salomei Bécu, matki Słowackiego, z cmentarza Tunickiego w Krzemieńcu. Ponadto na sklepieniu umieszczono alabastrową lampę na srebrnych łańcuchach. Sarkofag wykonała firma „Bracia Trembeccy”.

### Symboliczny pochówek Norwida
Pod koniec XX wieku narodziła się idea upamiętnienia w krypcie Wieszczów Cypriana Kamila Norwida. 23 maja 1993 roku, w 110. rocznicę śmierci poety, w jej wnętrzu obok wejścia, odsłonięto brązową tablicę-epitafium ku jego czci, autorstwa Czesława Dźwigaja. Ufundowało ją Towarzystwo Pamięci Narodowej im. Marszałka Józefa Piłsudskiego oraz duchowni związani z katedrą – księża Stanisław Małysiak i Janusz Bielański (ówczesny proboszcz) oraz kardynał Franciszek Macharski, metropolita krakowski, który dokonał poświęcenia tablicy.
Po upływie kilku lat, w 2001 roku, odbył się w krypcie symboliczny pochówek Norwida. Jako że nie było możliwe odnalezienie i zidentyfikowanie jego szczątków, z inicjatywy Leszka Talko, prezesa Towarzystwa Historyczno-Literackiego w Paryżu, pobrano ziemię ze zbiorowej mogiły w Montmorency, gdzie poetę pochowano. Uczyniono to w sposób uroczysty 24 czerwca, w obecności przedstawicieli Ambasady RP, Towarzystwa Historyczno-Literackiego, Towarzystwa Opieki nad Grobami Polskimi we Francji oraz Instytutu Pamięci Narodowej. Urnę z ziemią przewieziono do Rzymu, gdzie 1 lipca pobłogosławił ją papież Jan Paweł II, podczas mszy świętej, którą odprawił w intencji poety.

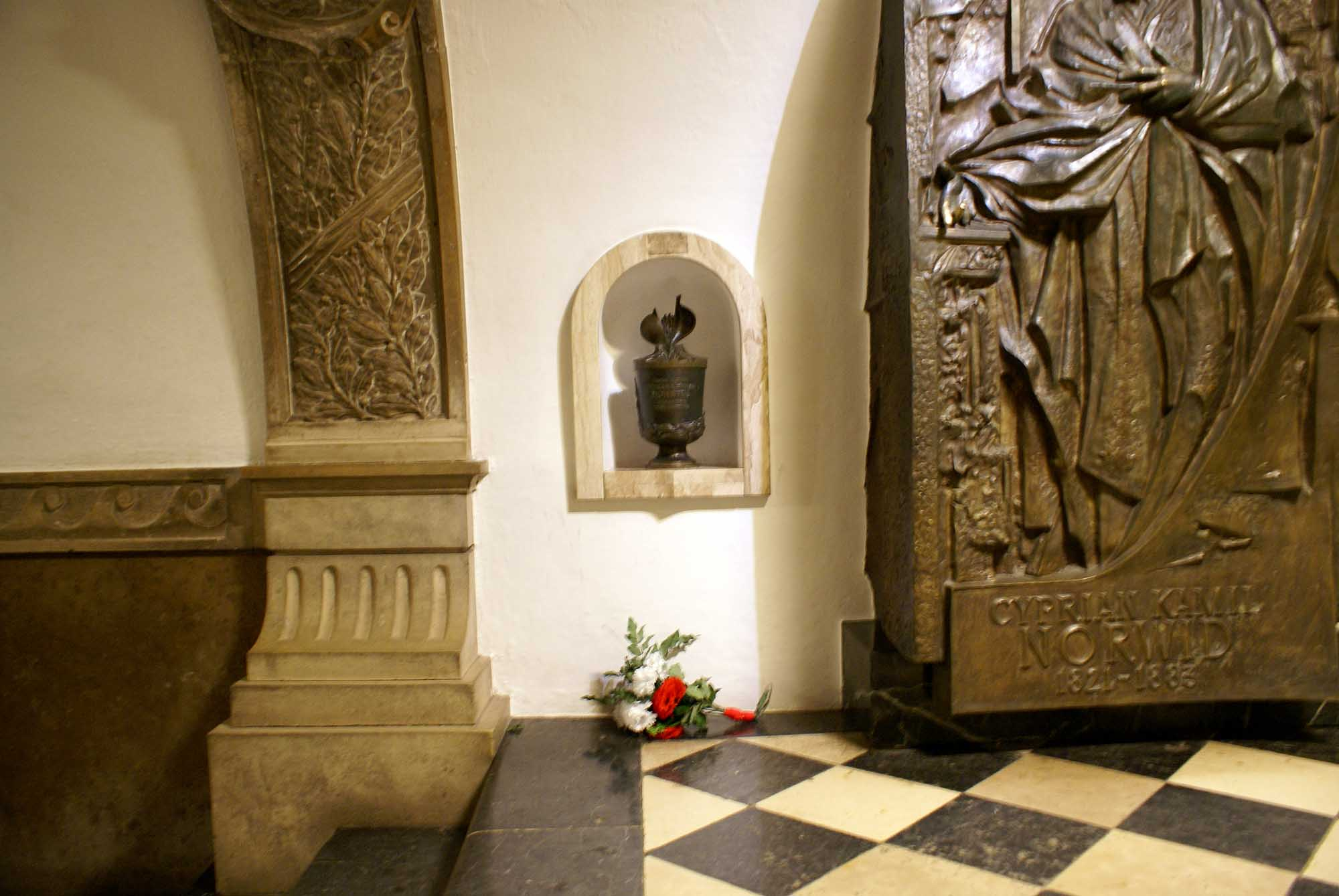
Widok na fragment tablicy-epitafium Cypriana Kamila Norwida i urnę z ziemią z jego grobu
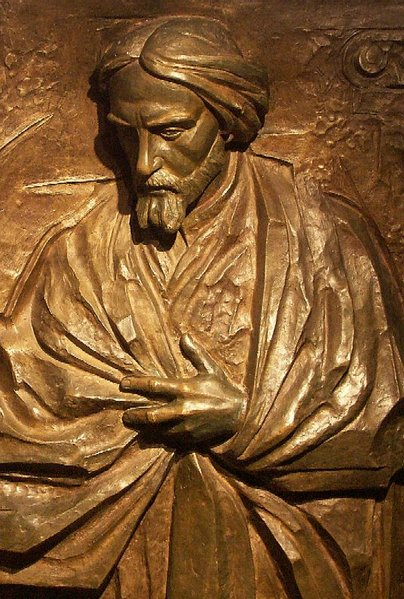
Fragment tablicy ku czci Norwida
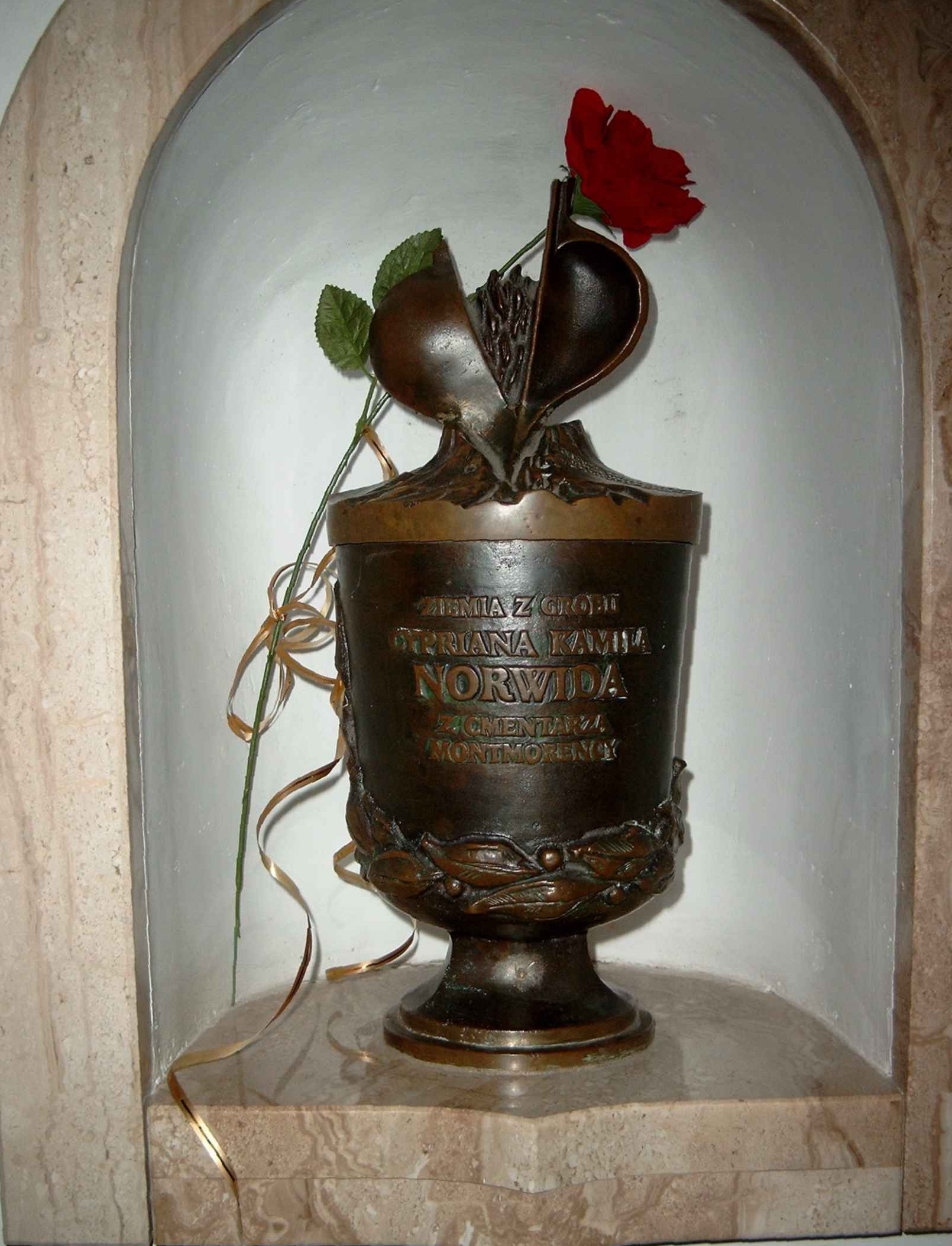
Urna z ziemią z grobu Norwida

24 września, w 180. rocznicę urodzin Norwida, przy biciu w dzwon Zygmunt, po uroczystej mszy świętej celebrowanej przez kardynała Macharskiego, urnę (wykonaną z mosiądzu, ozdobioną pękniętym sercem w kształcie liry, wedle projektu Cz. Dźwigaja) umieszczono w niewielkiej niszy, obok tablicy-epitafium. W tym symbolicznym pogrzebie wzięli udział premier Jerzy Buzek oraz minister kultury i dziedzictwa narodowego Andrzej Zieliński. Podczas tej uroczystości list od Jana Pawła II poświęcony Norwidowi odczytał kardynał Macharski, zaś Zbigniew Zapasiewicz wyrecytował kilka utworów poety, m.in. Coś ty Atenom zrobił, Sokratesie.

### Upamiętnienie Chopina

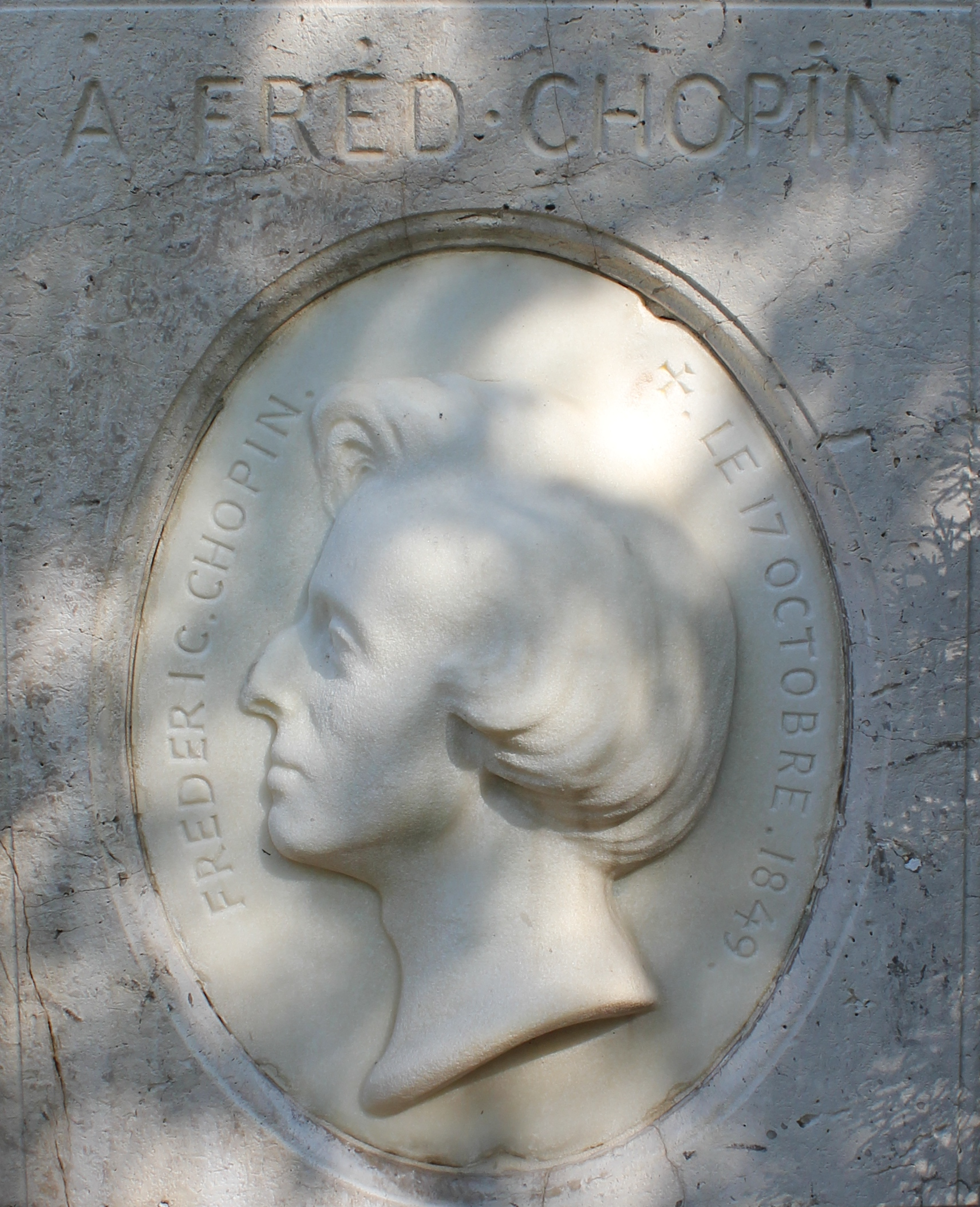
Fragment nagrobka Chopina: medalion z podobizną pianisty, którego kopia została umieszczona w krypcie

28 lutego 2010 roku upamiętniono w krypcie Wieszczów Fryderyka Chopina, kompozytora i pianistę, współczesnego Mickiewiczowi i Słowackiemu. W 200. rocznicę urodzin artysty odsłonięto medalion, kopię podobizny z jego nagrobka na cmentarzu Père Lachaise, wykonany przez Wojciecha Kurdziela, z białego, greckiego marmuru, który umieszczono w wapiennej płycie z napisem „Wielkiemu artyście – naród”.
Pomysłodawcami uhonorowania w ten sposób „poety fortepianu” byli kompozytor Stanisław Radwan i radna Małgorzata Radwan-Ballada, natomiast medalion, umieszczony naprzeciw płyty Norwida, ufundowały władze Krakowa. Odsłonięcia dokonali Bogdan Zdrojewski, minister kultury i dziedzictwa narodowego, kardynał Stanisław Dziwisz, metropolita krakowski oraz Jacek Majchrowski, prezydent miasta.